# Arrondissement Rambouillet
Rambouillet is een arrondissement in Frankrijk, in de regio Île-de-France. De onderprefectuur is Rambouillet.

## Kantons
De samenstelling is door de herindeling van de kantons bij decreet van 21 februari 2014 met uitwerking op 22 maart 2015 als volgt:
1. Aubergenville - 29 / 40
2. Maurepas - 14 / 16
3. Plaisir - 2 / 4
4. Rambouillet 36
5. Trappes - 2 / 3

Het aantal gemeenten staat bij ieder kanton vermeld, die tot het arrondissement behoren. In het geval dat niet alle gemeenten van een kanton bij het arrondissement horen, staan er het aantal in het arrondissement en het totale aantal. 
Het arrondissement was tot 2014 uit de volgende kantons samengesteld:
1. Chevreuse
2. Maurepas
3. Montfort-l'Amaury
4. Rambouillet
5. Saint-Arnoult-en-Yvelines